# Commission bancaire de l'Afrique centrale
 (février 2025).
Si vous disposez d'ouvrages ou d'articles de référence ou si vous connaissez des sites web de qualité traitant du thème abordé ici, merci de compléter l'article en donnant les références utiles à sa vérifiabilité et en les liant à la section « Notes et références ».
En pratique : Quelles sources sont attendues ? Comment ajouter mes sources ?
 (février 2025).
 (février 2025).
Créée par la Convention du 16 octobre 1990, la Commission bancaire de l'Afrique centrale (COBAC) est l'organe de supervision de l'ensemble des établissements de crédit et des établissements de microfinance de la Communauté économique et monétaire de l'Afrique centrale (CEMAC)

## Historique
L’idée de contrôler la gestion des banques, mais aussi la distribution du crédit, n’est pas nouvelle. Depuis la création de la Banque des États de l’Afrique centrale (BEAC) en 1972, plusieurs unités ont été créées en son sein pour remplir cette mission, telles que la Cellule de contrôle des banques, et, plus tard, la Direction de la réglementation et du contrôle des banques. Mais leurs pouvoirs de contrôle et sanction limités ne leur ont pas permis d’être efficaces. À la suite de la crise économique qui a emporté plusieurs banques durant la décennie 1980, une supervision bancaire conforme aux meilleurs standards s’est imposée comme une nécessité. Les faillites bancaires de la fin des années 80 ont ainsi amené les Chefs d’État de la sous-région à créer la Commission Bancaire de l’Afrique Centrale (COBAC), par la signature de la Convention du 16 octobre 1990 à Yaoundé[réf. nécessaire]. 

## Missions
La Commission Bancaire, qui est un organe de la CEMAC, a pour mission de veiller à l’intégrité du système bancaire et d’en garantir la résilience. Celle-ci est chargée « de veiller au respect par les établissements de crédit des dispositions législatives et réglementaires édictées par les Autorités, par la Banque Centrale ou par elle-même (…) et de sanctionner les manquements constatés »[réf. nécessaire]. 
Dans la foulée de la création de la COBAC, les Etats de la CEMAC signent le 17 janvier 1992 la Convention portant harmonisation de leurs réglementations bancaires, préalable nécessaire au bon fonctionnement du système financier sous régional. Le 13 avril 2002, les compétences de la COBAC ont été étendues aux établissements de microfinance par l’effet du règlement du Comité Ministériel de l’Union Monétaire de l’Afrique Centrale (UMAC) n° 01/02/CEMAC/UMAC/COBAC/CM. Et depuis le 27 mars 2015, les holdings financières ont été assujetties à la supervision de la COBAC par règlement n° 01/15/CEMAC/UMAC/COBAC/CM. Le 1er janvier 2025, La COBAC (Commission Bancaire de l’Afrique Centrale) accorde aux banques de la CEMAC (Communauté Économique et Monétaire de l’Afrique Centrale) la possibilité d’ouvrir des succursales dans les six pays de la CEMAC, avec un seul agrément.

## Organisation
La COBAC, établie temporairement dans les locaux de la BEAC à Libreville, est présidée par le Gouverneur de la BEAC, suppléé par le Vice-Gouverneur. Outre le Président, la Commission compte onze commissaires, désignés par le Comité Ministériel de l’UMAC pour leur compétence en matière bancaire, financière ou juridique. La Commission se réunit au moins deux fois par an et les décisions y sont arrêtées à la majorité des deux tiers des voix exprimées[réf. nécessaire].
Un Secrétariat Général, dirigé par un Secrétaire Général, lui-même assisté d’un Secrétaire Général Adjoint, assure la permanence administrative[réf. nécessaire].

## Compétences et pouvoirs
La COBAC dispose de pouvoirs réglementaire, administratif, de contrôle, et disciplinaire.

### Pouvoir réglementaire
Sur la base de son pouvoir réglementaire, la COBAC édicte des règlements à caractère général et prudentiel s’appliquant à l’ensemble des établissements de crédit et microfinance et aux holdings financières.
La COBAC fixe, pour les établissements de crédit et de microfinance de la CEMAC, les règles relatives : aux modes d’administration et de gestion ; aux normes de gestion visant à garantir leur liquidité, leur solvabilité, l’équilibre de leur situation financière et la pérennité de leurs activités ; aux normes de surveillance et de contrôle ; à l’organisation comptable et à la publicité des documents comptables.

### Pouvoir administratif
La COBAC est chargée de délivrer des avis conformes qui lient les autorités monétaires nationales dans les procédures d’agrément, des établissements de crédit et de microfinance, de leurs dirigeants et commissaires aux comptes. L’agrément est octroyé par les autorités monétaires nationales. La COBAC autorise les modifications significatives dans la situation juridique des établissements assujettis[réf. nécessaire]. 
Elle peut prendre des mesures préventives (mise en garde, injonction), de redressement (mise sous administration provisoire) et mettre en liquidation les établissements en cessation de paiement.

### Pouvoir de contrôle
La COBAC organise et exerce des contrôles sur place et sur pièces des établissements de crédit et de microfinance. Elle est habilitée à demander aux établissements assujettis et à leurs commissaires aux comptes tous renseignements ou justificatifs utiles à l’exercice de sa mission. Elle rend compte aux autorités monétaires nationales des résultats de ses enquêtes[réf. nécessaire].

### Pouvoir disciplinaire
Organe juridictionnel, la COBAC peut intervenir à titre disciplinaire, sans préjudice des sanctions que peuvent prendre les autorités nationales. Les sanctions prévues sont l’avertissement, le blâme, l’interdiction d’effectuer certaines opérations (ou toute autre limitation), la révocation ou le retrait d’agrément des commissaires aux comptes, la suspension, la démission d’office ou le retrait d’agrément des dirigeants et le retrait d’agrément de l’établissement[réf. nécessaire].